# Ostriv, raionul Ternopil, regiunea Ternopil
Ostriv (în ucraineană Острів) este o comună în raionul Ternopil, regiunea Ternopil, Ucraina, formată numai din satul de reședință.

## Demografie
Componența lingvistică a comunei Ostriv
     Ucraineană (99,59%)
     Alte limbi (0,35%)
Conform recensământului din 2001, majoritatea populației comunei Ostriv era vorbitoare de ucraineană (99,59%), existând în minoritate și vorbitori de alte limbi.